# Rütschelen
Rütschelen é uma comuna da Suíça, situada no distrito administrativo de Alta Argóvia, no cantão de Berna. Tem 4,0 km² de área e sua população em 2018 foi estimada em 557 habitantes.